# Generalna Konferencja
Generalna Konferencja – oficjalny najwyższy organ zarządzający Kościołem na zasadach demokratycznych. Stanowi połączenie wszystkich unii (Kościół Adwentystów Dnia Siódmego Ruch Reformacyjny, Kościół Reformowany Adwentystów Dnia Siódmego) lub wszystkich dywizji (Kościół Adwentystów Dnia Siódmego). Występuje w wielu wyznaniach chrześcijańskich, np.:
- Kościół Adwentystów Dnia Siódmego
- Kościół Adwentystów Dnia Siódmego Ruch Reformacyjny
- Kościół Reformowany Adwentystów Dnia Siódmego

Generalna Konferencja spotyka się raz na kilka lat na sesjach.